# ميكائيل غوستافسون
ميكائيل غوستافسون (بالسويدية: Mikael Gustafsson)‏ هو سياسي سويدي، ولد في 6 مارس 1966 في فنلندا. حزبياً، نشط في حزب اليسار. وقد انتخب عضو في البرلمان الأوروبي عن دائرة السويد ‏ لترشحه ضمن   قائمة حزب اليسار، وقد انضم خلال فترته النيابية (22 سبتمبر 2011 – 30 يونيو 2014)  للكتلة البرلمانية اليسار المتحد الأوروبي-اليسار الأخضر النوردي.

## وصلات خارجية
- الموقع الرسمي